# 460

## Починали
- Симеон Стълпник, светец